# Dipartimento della difesa nazionale
Il Dipartimento della difesa nazionale canadese (in inglese Department of National Defence; in francese Ministère de la Défense nationale), conosciuto anche con gli acronimi MDN e DND, è il dipartimento del governo del Canada responsabile delle forze armate canadesi.
Il MDN è il più grande dipartimento federale in termini di personale e finanziamento: ci sono 64.000 membri della forza regolare delle forze armate canadesi, 26.000 membri della forza di riserva primaria ed approssimativamente 29.000 civili impiegati nel MDN. La spesa prevista del dipartimento nell'anno fiscale 2008/2009 è di 19,5 miliardi di dollari canadesi, circa 11,7 miliardi di euro. Nel 2006 il governo ha annunciato un programma di spese di 17 miliardi di dollari canadesi (~ 10 miliardi di euro) per i progetti più importanti.
Fino alla riorganizzazione del governo federale del dicembre 2003, il MDN era responsabile della gestione delle emergenze in Canada, attraverso l'Ufficio di preparazione delle emergenze e delle infrastrutture critiche. Il MDN aveva anche la responsabilità del Centro della sicurezza delle telecomunicazioni, organizzazione formata sia da personale civile che militare.
Il MDN è diretto dal Ministro della difesa nazionale ed ha sede presso il quartier generale della difesa nazionale ad Ottawa.

## Storia
Il MDN è stato creato con il National Defence Act il 1º gennaio 1923 unendo il Dipartimento dei servizi navali, il Dipartimento della milizia e della difesa ed il Consiglio dell'aviazione. Questa operazione aveva il fine di ridurre i costi di amministrazione tra i tre servizi e di migliorare la coordinazione tra le forze di sicurezza nazionali. Il MDN riunisce sotto un unico dipartimento la marina, Royal Canadian Navy, l'esercito canadese e l'aviazione, Royal Canadian Air Force.
I primi sforzi per integrare la marina, l'esercito e l'aviazione fallirono ed essi mantennero quartier generali diversi. Durante la seconda guerra mondiale furono nominati un Ministro della difesa nazionale aerea ed un Ministro della difesa nazionale marittimo rispettivamente nel maggio e nel luglio 1940, così come pure un Ministro delle munizioni e degli approvvigionamenti. Nel 1946 il MDN tornò ad avere un singolo ministro, per cui furono rinnovati gli sforzi per ridurre il raddoppiamento tra i servizi.
Nel 1964 fu creato il Capo di stato maggiore della difesa canadese, sostituendo i capi dei singoli servizi al vertice dell'ufficio militare del Paese ed il 1º febbraio 1968 i tre enti furono fusi per formare le forze armate canadesi. In una controversa riorganizzazione nell'ottobre del 1972 le branche civile e militare, prima separate, furono unite ad Ottawa per formare il Quartier generale della difesa nazionale, dove le cariche sono assegnate sia a civili che ad ufficiali delle forze armate.
Nel 2007 il governo canadese ha iniziato a riferirsi al dipartimento come "Difesa nazionale e forze armate canadesi", comunque il nome ufficiale del dipartimento non è stato cambiato: